# Castelo de Copenhaga

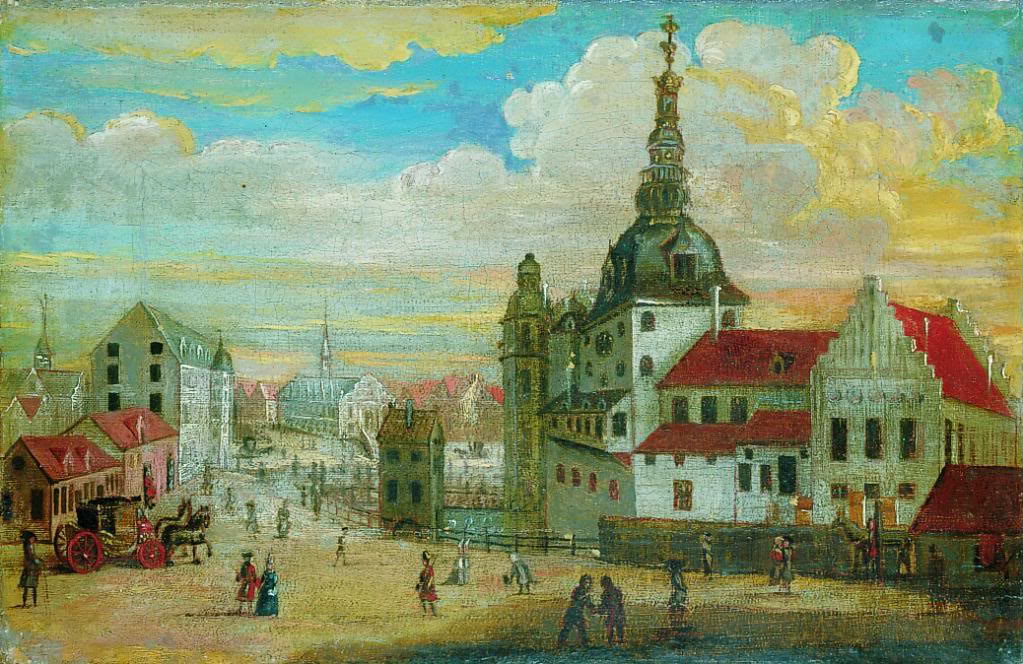
O Castelo de Copenhaga em Slotsholmen.

O Castelo de Copenhaga foi um castelo em Slotsholmen em Copenhaga, na Dinamarca, foi construído no final do século XIV no local do atual Palácio Christiansborg.
Durante os anos após a demolição do Castelo de Absalons do bispo pela Liga Hansa em 1369, as ruínas da ilha foram cobertas com terraplenagem, no qual a nova fortaleza, Castelo de Copenhaga, foi construída.
O castelo tinha uma parede de cortina e foi cercado por um fosso e com uma torre sólida, grande como um portão de entrada. O castelo ainda era propriedade do bispo de Roskilde até o rei Eric da Pomerânia usurpado os direitos para o castelo em 1417. Daí em seguida diante o castelo em Copenhague foi ocupado pelo rei.
O castelo foi reconstruído várias vezes. O Rei Cristiano IV, por exemplo, adicionou um pináculo da Torre de entrada grandes, que, sob o nome da Torre Azul, ganhou uma reputação como uma prisão. Na década de 1720, o rei Frederik IV inteiramente reconstruiu o castelo, mas tornou-se tão pesado que as paredes começaram a dar forma e a rachar. Tornou-se, portanto, evidente a Cristiano VI, sucessor de Frederik IV, imediatamente após a sua ascensão ao trono em 1730, que tinha inteiramente um novo castelo a ser construído.
A demolição do Castelo de Copenhaga foram iniciadas em 1731 para dar espaço para o primeiro palácio de Christiansborg.